# Crocq
Crocq é uma comuna francesa na região administrativa da Nova Aquitânia, no departamento de Creuse. Estende-se por uma área de 14,16 km². Em 2010 a comuna tinha 418 habitantes (densidade: 29,5 hab./km²).
- Commons